# Textura (música)
Textura musical é a forma pela qual os materiais melódicos, rítmicos e harmônicos se combinam em uma composição, determinando assim a qualidade sonora global de uma peça. Frequentemente a textura é definida pelo número de vozes que intervêm na peça musical (entendendo-se como vozes as diversas linhas melódicas simultâneas, sejam propriamente vocais ou instrumentais) e pela forma como essas diversas vozes se relacionam .:31-35 
A textura de uma peça também pode ser descrita por termos tais como pesado ou leve, ríspido ou suave. Por exemplo, diz-se que as obras mais populares de Aaron Copland têm uma textura aberta. A textura percebida de uma obra pode ser afetada pelo caráter e pelo número de partes que são executadas em conjunto, assim como pelo timbre dos instrumentos ou vozes que executam essas partes e também pela harmonia, pelo andamento e pelo ritmo. 

## Tipos de textura mais comuns
- Monofônica - uma única melodia que pode ser executada por um ou mais músicos ao mesmo tempo.
- Polifônica - Duas ou mais linhas melódicas, que são, em certa medida, independentes.
- Homofônica - Textura composta por diversas vozes, sendo que uma delas, a melodia, destaca-se das demais, que formam um acompanhamento harmônico de fundo. Se todas as partes têm o mesmo ou quase o mesmo ritmo, então a textura homofônica pode ser descrita como homorrítmica.
- Heterofônica - Textura musical em que há vozes de diferentes caráteres, movendo-se em ritmos contrastantes.

Embora certos estilos ou repertórios sejam frequentemente identificados com um desses  tipos (por exemplo, o canto gregoriano é classificado como monofônico, enquanto os  corais de Bach, de quatro partes ou vozes, são descritos como homofônicos, e as fugas como polifônicas), muitos compositores usam mais de um tipo de textura na mesma peça. Pode ocorrer simultaneidade, quando duas ou mais texturas musicais completas ocorrem ao mesmo tempo  e não em sucessão sucessivamente.
Um tipo de textura mais recente, usado por György Ligeti é a micropolifonia. Outras texturas incluem:  homorrítmica, politemática, polirrítmica, onomatopeica, além das texturas  compostas  ou mistas.:34